# Válka o planetu opic
Válka o planetu opic (v anglickém originále War for the Planet of the Apes) je americký sci-fi film z roku 2017, který režíroval Matt Reeves. Na scénáři se podíleli Matt Reeves a Mark Bomback. V hlavních rolích se objevili Andy Serkis, Woody Harrelson a Steve Zahn. Jedná se o sequel k filmu Úsvit planety opic a třetí snímek rebootované série společnosti 20th Century Fox.
Válka o planetu opic měla premiéru dne 10. července 2017 ve městě New York a do amerických kin byla uvedena 14. července 2017 společností 20th Century Fox.  Film byl komerčně úspěšný a vydělal přes 490 milionů dolarů. Kritici chválili zejména vystoupení herců (hlavně Serkiseho), vizuální efekty, příběh a jeho směřování, kameru a hudbu. Byl nominován na 71. ročníku udílení cen BAFTA za nejlepší vizuální efekty a během 90. ročníku udílení Oscarů taktéž za nejlepší vizuální efekty. Film se dočkal dvou nominací ceny Saturn v kategoriích nejlepšího režiséra (Matt Reeves) a nejlepšího herce (Andy Serkis).

## Synopse
Dva roky po událostech filmu Úsvit planety opic jsou opice a lidé ve válce. Jejich osudy se však rozhodnou až ve chvíli, kdy proti sobě vstanou Caesar, vůdce opic, a Kolonel, jenž vede armádu lidí.

## Obsazení

### Opice
- Andy Serkis jako Caesar[11]
- Steve Zahn jako Zlá opice (Bad Ape)[12][13]
- Karin Konoval jako Maurice[11]
- Terry Notary jako Rocket[14]
- Ty Olsson jako Červený (Red)[15]
- Michael Adamthwaite jako Luca[16]
- Toby Kebbell jako Koba
- Judy Greer jako Cornelia[11]
- Sara Canning jako Jezero (Lake)[17]
- Devyn Dalton jako Cornelius
- Max Lloyd-Jones jako Modré oči (Blue Eyes)[18]
- Aleks Paunovic jako Zima (Winter)[19]

### Lidé
- Woody Harrelson jako plukovník McCullough[20][21]
- Amiah Miller jako Nova[22][23]
- Gabriel Chavarria jako kazatel (Preacher)[24]

## Vývoj

### Natáčení
Natáčení začalo dne 14. října 2015 v oblasti oblokupjící Vancouver Lower Mainland pod pracovním názvem Hidden Fortress. Očekávalo se, že se tam bude natáčet až do března 2016. Některé scény filmu byly pořízeny v pohoří Kananaskis na konci ledna a začátku února. V březnu Serkis potrvdil, že dokončil filmování scén své postavy.

### Vizuální efekty
Na vizuálních efektech filmu pracovalo novozélandské studio Weta Digital, stejně jako na předešlých dvou. Opice byly ztvárněny lidmi a zachyceny technologií motion capture a vymodelovány pomocí CGI a key-frame.

## Soundtrack
Dne 17. října 2015 bylo potvrzeno, že na filmové hudbě bude pracovat skladatel Michael Giacchino, jenž složil hudbu i k předešlému filmu. Soundtrack byl vydán digitálně na iTunes a Amazonu dne 7. července 2017 a fyzicky společností Sony Masterworks dne 21. července 2017.

## Vydání
Původní uvedení filmu do amerických kin bylo naplánováno na 29. červenec 2016. V roce 2015 však Fox posunul vydání na 14. červenec 2017.

## Možné pokračování
V říjnu 2016 bylo oznámeno, že tvůrci diskutovali o možném vývoji čtvrtého filmu. Matt Reeves se před vydáním filmu Válka o planetu opic krátce vyjádřil, že by rád natočil další filmy, a Steve Zahn, jenž v trilogii ztvárnil Zlou opici, měl připravené příběhy pro budoucí sequely. Scenárista Mark Bomback taktéž naznačil, že existuje varianta, že se nové snímky dočkají realizace. V dubnu 2019, během akvizice společností Disney, uvedlo studio Fox, že budoucí filmy ze světa Planety opic jsou ve vývoji. V srpnu 2019 bylo potvrzeno, že nové filmy franšízy budou spadat pod rebootovanou sérii, která započala v roce 2011 filmem Zrození Planety opic. Dne 3. prosince 2019 bylo ohlášeno, že by se režisérem dalšího filmu Planety opic měl stát Wes Ball. Dne 17. února 2020 bylo oznámeno, že se rolí producentů ujmou Joe Hartwick Jr. a David Starke. Později téhož dne Ball potvrdil, že bude režírovat nadcházející film, jehož děj by se měl odehrávat po filmu Válka o planetu opic a měl by se zaměřovat na „Caesarův odkaz“.